# Kennesaw
Kennesaw is een plaats (city) in de Amerikaanse staat Georgia, en valt bestuurlijk gezien onder Cobb County. Het vormt een deel van de agglomeratie Atlanta.
De stad is wereldwijd het beste bekend voor zijn wet die ieder inwoner verplicht een vuurwapen te bezitten. Over de stad werd daarom onder andere in de Financial Times beschreven.
Kennesaw State University, onderdeel van de Georgia State Univerity-systeem, zit in Kennesaw.

## Demografie
Bij de volkstelling in 2000 werd het aantal inwoners vastgesteld op 21.675.
In 2006 is het aantal inwoners door het United States Census Bureau geschat op 30.936, een stijging van 9261 (42,7%).

## Geografie
Volgens het United States Census Bureau beslaat de plaats een oppervlakte van
22,1 km², waarvan 21,9 km² land en 0,2 km² water. Kennesaw ligt op ongeveer 330 m boven zeeniveau.

## Plaatsen in de nabije omgeving
De onderstaande figuur toont nabijgelegen plaatsen in een straal van 20 km rond Kennesaw.